# Vasco da Gama (cràter)
Vasco da Gama és un cràter d'impacte que es troba prop del terminador occidental de la Lluna. Es troba al sud-est de la plana emmurallada del cràter Einstein i al sud de Dalton. Al costat de la vora sud-oest de Vasco da Gama apareix el cràter una mica més petit Bohr.

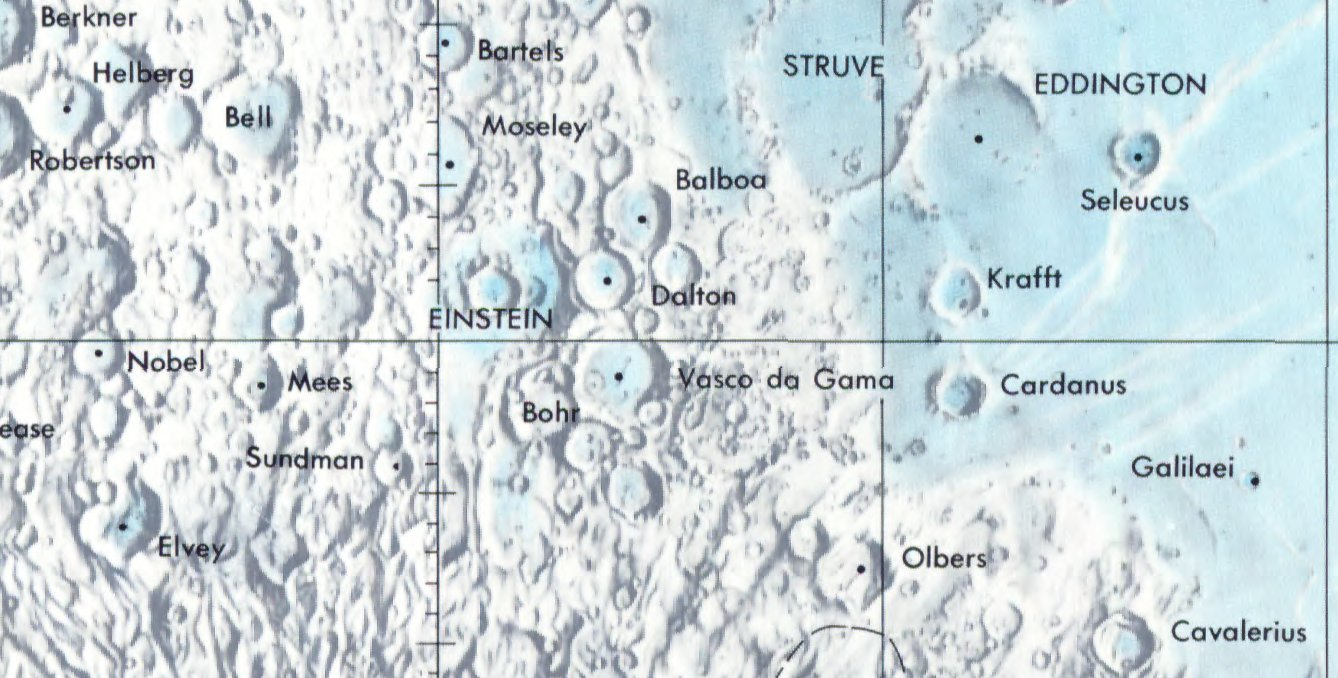
Localització de Vasco da Gama (centre de la imatge)
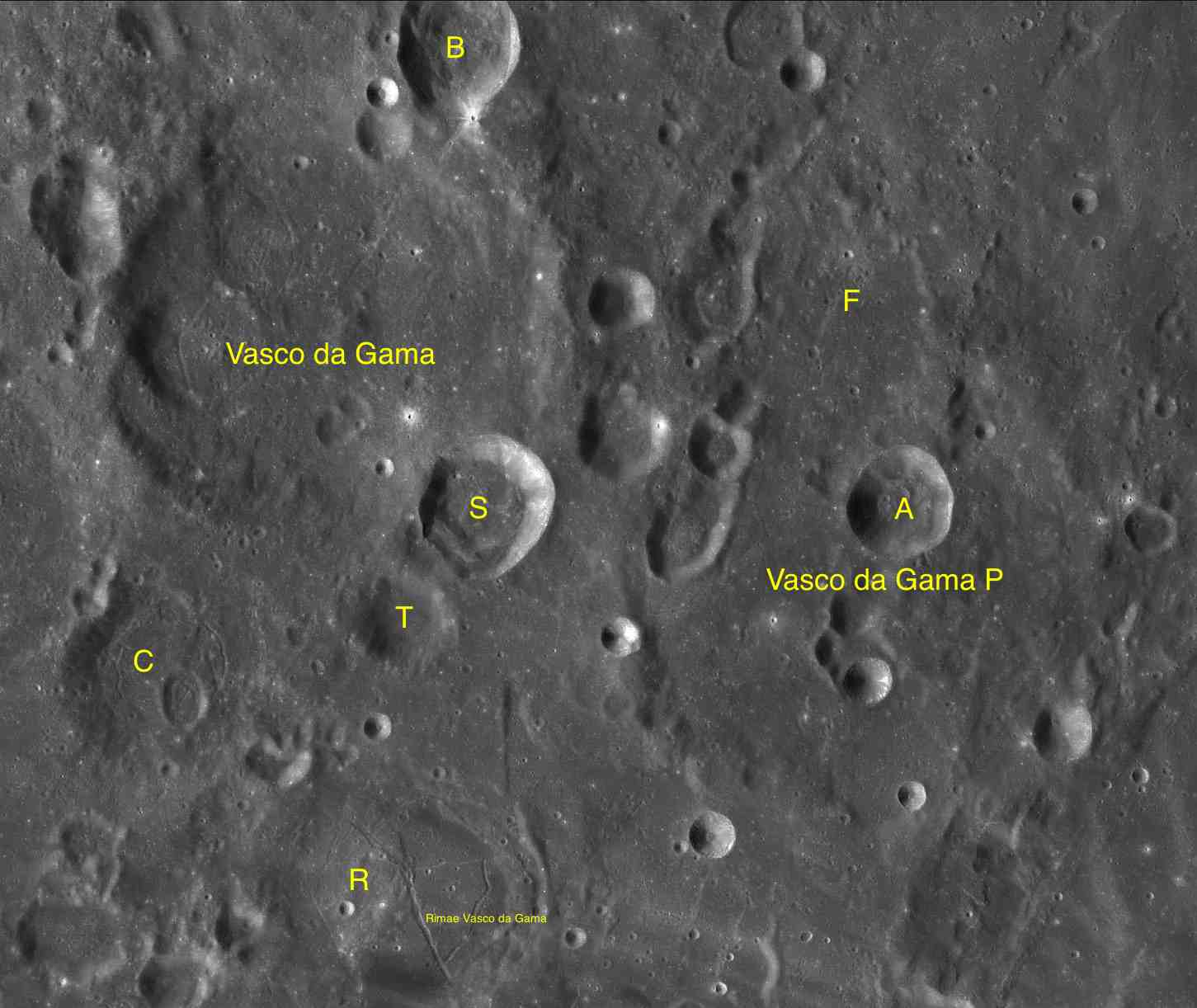
Cràters satèl·lit
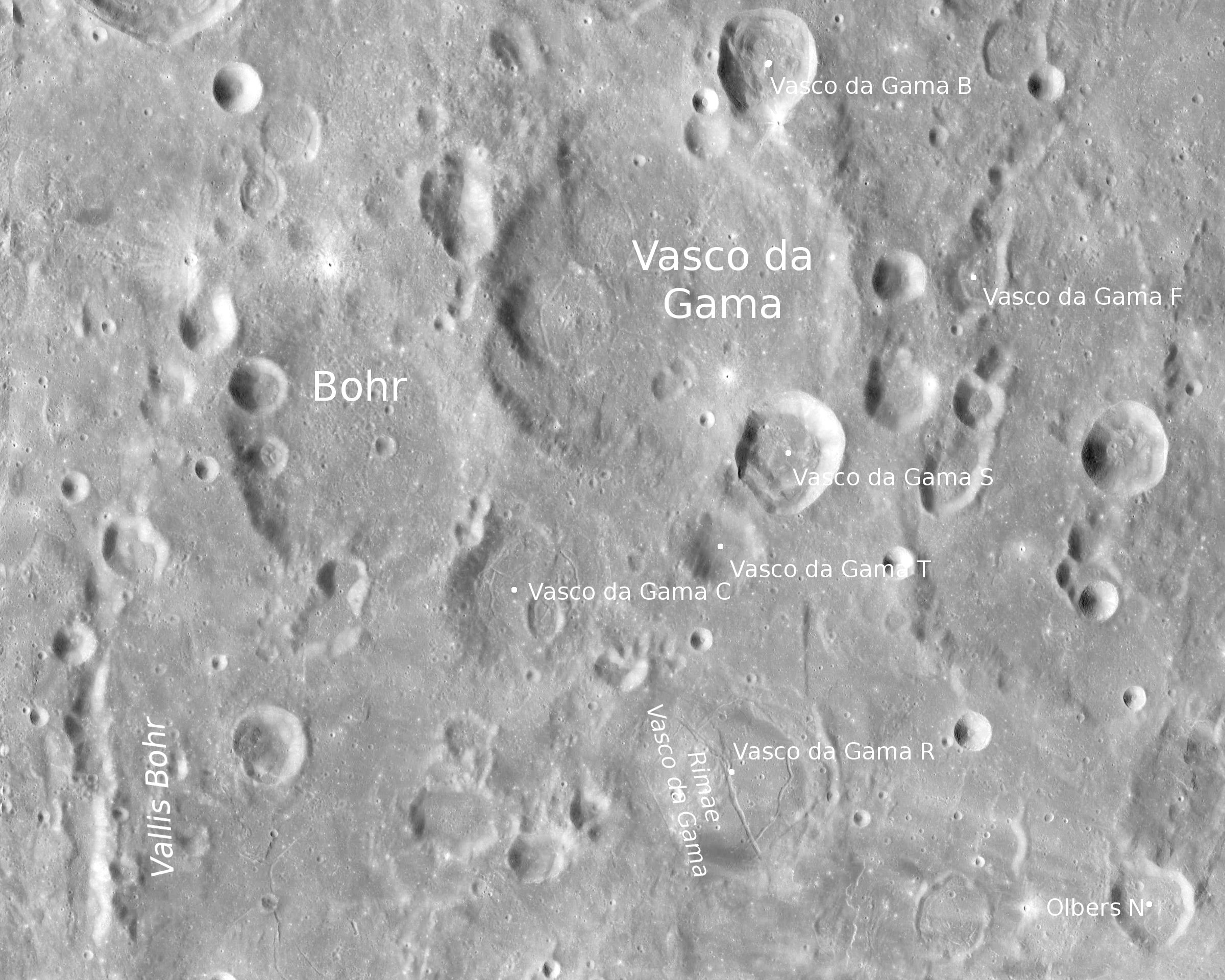
Rodalies de Vasco da Gama

Les parts septentrional i meridional de la vora de Vasco da Gama han estat erosionades fortament per successius impactes, amb les vores occidental i de l'est una mica més intactes. El cràter més petit Vasco da Gama S penetra en la vora sud-est, i just al sud-oest jeu Vasco da Gama T, prop de la vora nord-est es localitza Vasco da Gama B. Un massís central d'escassa altura se situa prop de el punt mig del sòl interior.
El cràter satèl·lit Vasco da Gama R conté en la seva plataforma interior un sistema d'esquerdes denominat Rimae Vasco da Gama.

## Cràters satèl·lit
Per convenció aquests elements són identificats en els mapes lunars posant la lletra en el costat del punt central del cràter que està més proper a Vasco da Gama.
| Vasco da Gama | Coordenades                            | Diàmetre |
| ------------- | -------------------------------------- | -------- |
| A             | 12° 38′ N, 80° 04′ O / 12.63°N,80.07°O | 22 km    |
| B             | 15° 43′ N, 83° 07′ O / 15.72°N,83.12°O | 25 km    |
| C             | 11° 29′ N, 85° 04′ O / 11.48°N,85.07°O | 47 km    |
| F             | 13° 52′ N, 80° 47′ O / 13.86°N,80.78°O | 56 km    |
| P             | 12° 00′ N, 80° 20′ O / 12.00°N,80.34°O | 103 km   |
| R             | 9° 55′ N, 83° 31′ O / 9.91°N,83.51°O   | 61 km    |
| S             | 12° 38′ N, 82° 56′ O / 12.63°N,82.94°O | 30 km    |
| T             | 11° 52′ N, 83° 30′ O / 11.87°N,83.50°O | 20 km    |